# British Empire Trophy

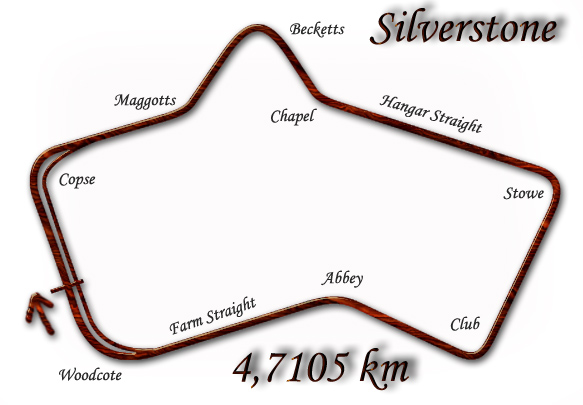
Schemat toru Silverstone po zmianach wprowadzonych na początku 1952 roku. Używany podczas Grand Prix Wielkiej Brytanii w latach 1952–1973

British Empire Trophy – wyścig samochodowy, odbywający się od 1932–2003 (z przerwami w czasie II wojny światowej i w latach 1962–1969, 1975–1976, 1979–1989).
Wyścig odbywał się na pięciu różnych torach: Brooklands, Donington Park, Douglas Circuit, Oulton Park oraz Silverstone Circuit.

## Zwycięzcy
| 1932                       | Brooklands          | Formuła Libre       | John Cobb                           | Delage V12/LSR             | Wyniki |
| 1933                       | Brooklands          | Formuła Libre       | Stanisław Czaykowski                | Bugatti T54                | Wyniki |
| 1934                       | Brooklands          | Formuła Libre       | George Eyston                       | MG Magnette K3             | Wyniki |
| 1935                       | Brooklands          | Formuła Libre       | Freddie Dixon                       | Riley 6                    | Wyniki |
| 1936                       | Donington Park      | Formuła Libre       | Richard Seaman                      | Maserati 8CM               | Wyniki |
| 1937                       | Donington Park      | Formuła Libre       | Raymond Mays                        | ERA C-Type                 | Wyniki |
| 1938                       | Donington Park      | Formuła Libre       | Charles Dobson                      | Austin                     | Wyniki |
| 1939                       | Donington Park      | Formuła Libre       | Tony Rolt                           | ERA B                      | Wyniki |
| 1940–1946 (nie rozgrywano) |                     |                     |                                     |                            |        |
| 1947                       | Douglas Circuit     | Grand Prix          | Bob Gerard                          | ERA B                      | Wyniki |
| 1948                       | Douglas Circuit     | Grand Prix          | Geoffrey Ansell                     | ERA B                      | Wyniki |
| 1949                       | Douglas Circuit     | Grand Prix          | Bob Gerard                          | ERA B                      | Wyniki |
| 1950                       | Douglas Circuit     | Formuła 1           | Bob Gerard                          | ERA B                      | Wyniki |
| 1951                       | Douglas Circuit     | Samochody sportowe  | Stirling Moss                       | Frazer-Nash Bristol L6 OHV | Wyniki |
| 1952                       | Douglas Circuit     | Samochody sportowe  | Pat Griffith                        | Lester T51 MG 6850         | Wyniki |
| 1953                       | Douglas Circuit     | Samochody sportowe  | Reg Parnell                         | Aston Martin DB35          | Wyniki |
| 1954                       | Oulton Park         | Samochody sportowe  | Alan Brown                          | Cooper T22 – Bristol       | Wyniki |
| 1955                       | Oulton Park         | Samochody sportowe  | Archie Scott-Brown                  | Lister-Bristol             | Wyniki |
| 1956                       | Oulton Park         | Samochody sportowe  | Stirling Moss                       | Cooper Climax T39          | Wyniki |
| 1957                       | Oulton Park         | Samochody sportowe  | Archie Scott-Brown                  | Lister-Jaguar              | Wyniki |
| 1958                       | Oulton Park         | Samochody sportowe  | Stirling Moss                       | Aston Martin DBR2/300      | Wyniki |
| 1959                       | Oulton Park         | Formuła 2           | Jim Russell                         | Cooper Climax T45          | Wyniki |
| 1960                       | Silverstone Circuit | Formuła Junior      | Henry Taylor                        | Lotus 18 – Ford            | Wyniki |
| 1961                       | Silverstone Circuit | Samochody sportowe  | Stirling Moss                       | Cooper Climax T53          | Wyniki |
| 1962–1969 (nie rozgrywano) |                     |                     |                                     |                            |        |
| 1970                       | Oulton Park         | Formuła 3           | Bev Bond                            | Lotus 59A – Ford           | Wyniki |
| 1971                       | Oulton Park         | Formuła 3           | David Walker                        | Lotus 69 – Ford            | Wyniki |
| 1972                       | Silverstone Circuit | Wyścigi historyczne | W. Green                            | Maserati T61               | Wyniki |
| 1973                       | Silverstone Circuit | Wyścigi historyczne | N. Corner                           | Aston Martin NR4/300       | Wyniki |
| 1974                       | Silverstone Circuit | Wyścigi historyczne | J. Harper                           | Lister – Jaguar            | Wyniki |
| 1975–1976 (nie rozgrywano) |                     |                     |                                     |                            |        |
| 1977                       | Donington Park      | Wyścigi historyczne | N. Corner                           | BRM P25                    | Wyniki |
| 1978                       | Donington Park      | Wyścigi historyczne | N. Corner                           | BRM P25                    | Wyniki |
| 1979–1989 (nie rozgrywano) |                     |                     |                                     |                            |        |
| 1990                       | Silverstone Circuit | Samochody sportowe  | Martin Brundle Alain Ferté          | Jaguar XJR-11              | Wyniki |
| 1990                       | Silverstone Circuit | Samochody sportowe  | Derek Warwick Teo Fabi              | Jaguar XJR-14              | Wyniki |
| 1992                       | Silverstone Circuit | Samochody sportowe  | Derek Warwick Yannick Dalmas        | Peugeot 905 B              | Wyniki |
| 1993–1994 (nie rozgrywano) |                     |                     |                                     |                            |        |
| 1995                       | Silverstone Circuit | Samochody sportowe  | Andy Wallace Olivier Grouillard     | McLaren F1 GTR             | Wyniki |
| 1996                       | Silverstone Circuit | Samochody GT        | Andy Wallace Olivier Grouillard     | McLaren F1 GTR             | Wyniki |
| 1997                       | Silverstone Circuit | Samochody GT        | Peter Kox Roberto Ravaglia          | McLaren F1 GTR             | Wyniki |
| 1998                       | Silverstone Circuit | Samochody GT        | Bernd Schneider Mark Webber         | Mercedes-Benz CLK GTR      | Wyniki |
| 1999                       | Silverstone Circuit | Samochody GT        | Olivier Beretta Karl Wendlinger     | Chrysler Viper GTS-R       | Wyniki |
| 2000                       | Silverstone Circuit | Samochody GT        | Julian Bailey Jamie Campbell-Walter | Lister Storm – Jaguar      | Wyniki |
| 2001                       | Silverstone Circuit | Wyścigi historyczne | Graham Hathaway Gary Pearson        | Jaguar XJR-11              | Wyniki |
| 2002                       | Silverstone Circuit | Samochody GT        | Thomas Erdos Ian McKellar           | Saleen S7R                 | Wyniki |
| 2003                       | Silverstone Circuit | Samochody GT        | Piers Johnson Shane Lynch           | TVR T400R                  | Wyniki |